# Stal szybkotnąca

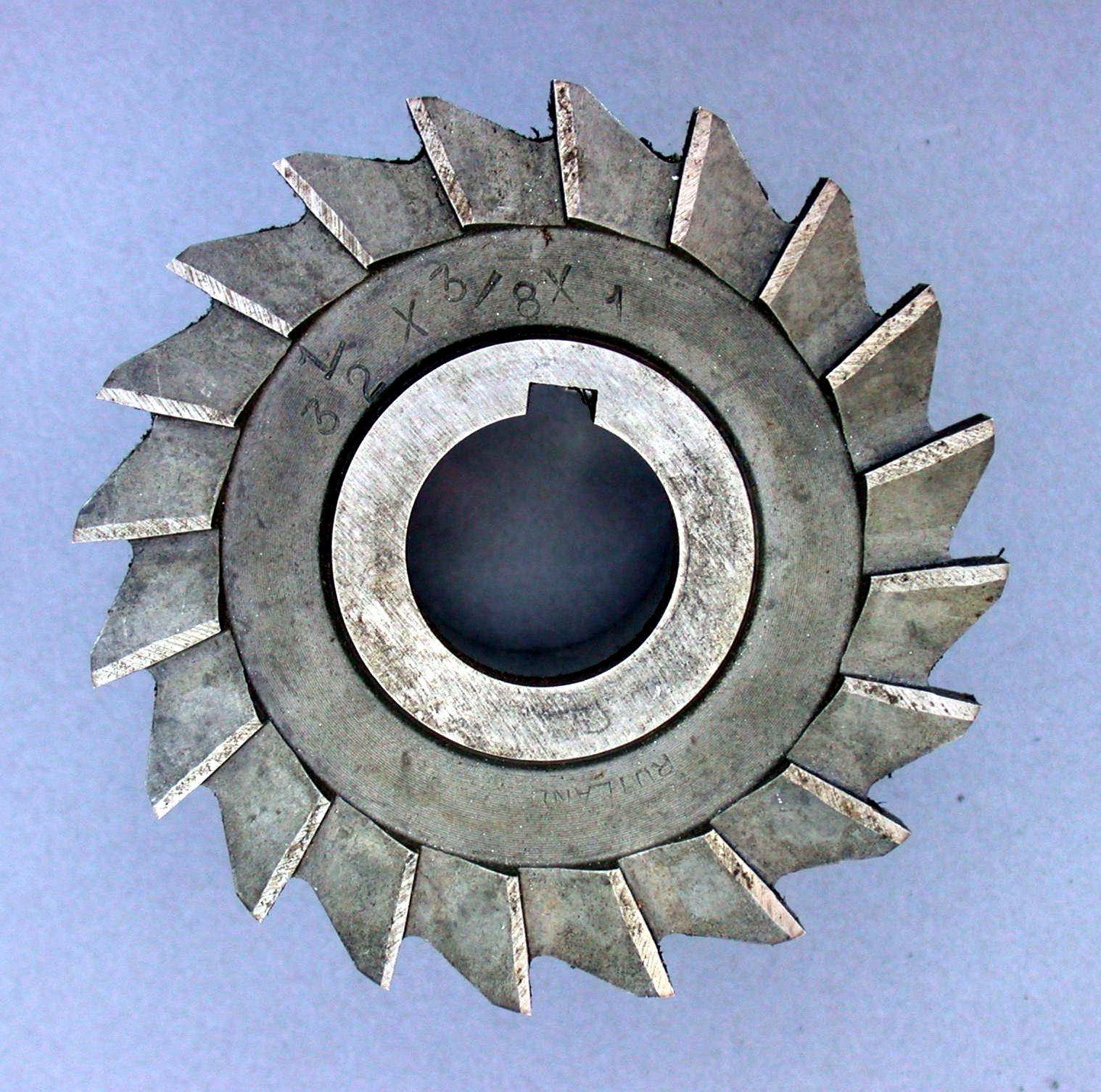
Frez ze stali szybkotnącej

Stal szybkotnąca, HSS (ang. high speed steel) – stal stopowa narzędziowa używana do wytwarzania narzędzi do wysokowydajnej obróbki skrawaniem (prędkości skrawania dochodzą do 50 m/min) takich jak: noże tokarskie, frezy, wiertła. Wymaga się od nich wysokiej twardości, odporności na ścieranie oraz stałości kształtu, aż do temperatury 600 °C. Własności te uzyskuje się dzięki efektowi twardości wtórnej, który wynika z wydzielania węglików wtórnych.
Skład chemiczny stali szybkotnących:
- węgiel 0,75–1,4%,
- wolfram do 18%
- molibden do 10%
- wanad do 4%
- chrom do 4% (odpowiada za własności antykorozyjne stali)
- kobalt do 10%

Powyższe pierwiastki stopowe dodaje się przede wszystkim w celu wytworzenia odpowiedniej ilości stabilnych węglików.
Polska Norma PN-EN ISO 4957:2002 stale szybkotnące oznacza się w sposób następujący:
HS[%W]-[%Mo]-[%V]-[%Co] np HS6-5-2-5 - Stal szybkotnąca zawierająca 6% wolframu, 5% molibdenu, 2% wanadu oraz 5% kobaltu.
Obróbka cieplna stali szybkotnących:
1. Wyżarzanie.
  1. Wyżarzanie odprężające w temperaturze 600–650 °C w celu usunięcia potencjalnych naprężeń wewnętrznych w stali.
  2. Końcowa obróbka skrawaniem w celu nadania kształtu.
2. Hartowanie.
  1. Nagrzewanie z dwoma (opcjonalnie z trzema, dla elementów o dużych gabarytach) przystankami temperaturowymi 550 °C, 950 °C (1050 °C) po 15 minut na każdym przystanku.
  2. Wygrzewanie w temperaturze o 50-70 °C niższej od temperatury solidus (zwykle nie więcej niż 1250 °C) przez 80-150 sekund. Tak wysoka temperatura jest wymagana w celu rozpuszczenia jak największej ilości węglików w austenicie, aby został on nasycony pierwiastkami stopowymi i węglem dla zwiększenia hartowności, a jednocześnie pozostawienie pewnej ilości węglików nie rozpuszczonych, które zahamują rozrost ziarn austenitu.
  3. Studzenie do temperatury 80 °C.

Po hartowaniu stop składa się z:
  - martenzytu nieodpuszczonego
  - nierozpuszczonych węglików pierwotnych
  - austenitu szczątkowego (około 25%).
3. I odpuszczanie.
  1. Nagrzewanie z temperatury 80 °C do 550–600 °C.
  2. Wygrzewanie w temperaturze 550–600 °C przez 2 h.
  3. Studzenie na powietrzu do temperatury pokojowej.

W czasie odpuszczania dochodzi do:
  - wydzielenia drobnodyspersyjnych węglików wtórnych z martenzytu nieodpuszczonego, proces ten zaczyna się w temperaturze około 200 °C
  - odpuszczenia martenzytu
  - zahartowania części austenitu szczątkowego.

Po I odpuszczaniu stop składa się z:
  - martenzytu odpuszczonego
  - martenzytu nieodpuszczonego (25%) (jest to austenit szczątkowy który zahartował się podczas odpuszczania)
  - węglików pierwotnych
  - węglików wtórnych
  - austenitu szczątkowego (około 3%).
4. II Odpuszczanie.
  1. Nagrzewanie z temperatury pokojowej do 520–570 °C (stal przegrzewana jest o około 20-30 °C poza maksymalne umocnienie wynikające z efektu twardości wtórnej, aby uzyskać nieco większą maksymalną temperaturę pracy narzędzia kosztem minimalnej utraty twardości).
  2. Wygrzewanie w temperaturze 520–570 °C przez 2 h (temperatura ostatniego odpuszczania jest maksymalną temperaturą pracy narzędzia).
  3. Studzenie na powietrzu do temperatury pokojowej.

Po II odpuszczaniu stop składa się z:
  - martenzytu odpuszczonego
  - węglików pierwotnych
  - węglików wtórnych
  - minimalnej ilości austenitu szczątkowego oraz martenzytu nieodpuszczonego.